# Johannes Dürkop
Johannes Dürkop, vollständiger Name Ernst Hermann Johannes Dürkop (* 10. Dezember 1905 in Stadthagen; † April 1945 bei Magdeburg) war ein deutscher Kunsthistoriker.
Dürkop war der Sohn des Studienrates Wilhelm Dürkop und dessen Ehefrau Else, geborene Sander. Seine Schullaufbahn schloss er 1925 am Wilhelm-Gymnasium in Braunschweig mit dem Abitur ab. Danach studierte er von 1925 bis 1930 in Jena, München und Halle Kunstgeschichte, Geschichte, Germanistik und Philosophie. 1930 wurde er an der Universität Halle bei Paul Frankl mit einer Arbeit zum Meister des Hausbuches promoviert. Zum 1. Juni 1931 trat er der NSDAP bei (Mitgliedsnummer 555.901). Von Januar bis September 1931 war er Volontär am Herzog Anton Ulrich-Museum in Braunschweig, vom Oktober 1931 bis Juni 1932 Stipendiat an der Bibliotheca Hertziana in Rom. Seit Mai 1935 war er als Assistent am Herzog Anton Ulrich-Museum tätig. Als überzeugter Nationalsozialist wurde er zum 1. Oktober 1935 vom braunschweigischen Ministerpräsidenten Dietrich Klagges als Direktor des bis dahin städtischen Vaterländischen Museums in Braunschweig eingesetzt. Am selben Tag wurde das Museum verstaatlicht, 1938 in Braunschweigisches Landesmuseum für Geschichte und Volkstum umbenannt. Er gestaltete es zu einem nationalsozialistischen Museum um.
1943 heiratete Dürkop die Organistin Hilde Pfeiffer. Während des Zweiten Weltkrieges wurde Dürkop von 1939 bis 1940 und erneut 1944 als Soldat zur Wehrmacht eingezogen, er fiel im April 1945 bei Magdeburg.

## Veröffentlichungen
- Der Meister des Hausbuches. Gutenberg, Braunschweig 1931 (= Dissertation).
- Der Meister des Hausbuches. In: Oberrheinische Kunst. 5, 1932, S. 83–160.
- Der Meister des Hausbuches: Nachtrag zum Werke des Hausbuchmeisters. In: Oberrheinische Kunst. 6, 1934, S. 61–67.
- Museumswesen in Braunschweig. In: Völkischer Beobachter. Sonderbeilage vom 16. Januar 1938, S. 4.